# Ichalkaranji
Ichalkaranji är en stad i västra Indien och är belägen i delstaten Maharashtra. Den är den näst största staden i distriktet Kolhapur och hade cirka 290 000 invånare vid folkräkningen 2011. Storstadsområdet, inklusive Kabnur, beräknades ha cirka 360 000 invånare 2018. 